# Cheryl Chan
Cheryl Chan Xue Rou (* 20. September 1995) ist eine singapurische Leichtathletin, die im Langstreckenlauf sowie im Hindernislauf an den Start geht.

## Sportliche Laufbahn
Erste internationale Erfahrungen sammelte Cheryl Chan im Jahr 2015, als sie bei den Südostasienspielen in Singapur in 11:45,16 min den siebten Platz über 3000 m Hindernis belegte. 2019 gelangte sie bei den Südostasienspielen in Capas mit 11:34,11 min auf Rang fünf und auch bei den Südostasienspielen 2022 in Hanoi wurde sie mit 11:48,37 min. 

## Persönliche Bestleistungen
- 5000 Meter: 18:48,40 min, 6. Februar 2021 in Sydney
- 3000 m Hindernis: 11:14,70 min, 8. März 2020 in Sydney (singapurischer Rekord)